# Kurt Bauch
Kurt Bauch (25. listopadu 1897, Neustadt i. Meckl. – 1. března 1975, Freiburg im Breisgau) byl německý historik umění.

## Životopis
Po vojenské službě v 1. světové válce pracoval v období 1919 až 1921 jako dobrovolník v Staatliches Museum Schwerin. Od roku 1922 studoval dějiny umění na Albert-Ludwigs-Universität Freiburg, kde v roce 1927 habilitoval. Ve Freiburgu vyučoval do roku 1932, poté působil ve Frankfurtu nad Mohanem. V roce 1933 získal místo na univerzitě ve Freiburgu.
Od roku 1932 se datuje jeho přátelství s Martinem Heideggerem. Jejich korespondence byla zveřejněna v roce 2011.
Od roku 1958 byl Bauch členem akademie věd v Heidelbergu.
Bauchova vědecká činnost se soustředila na nizozemské malířství, hlavně na Rembrandta.

## Publikace
- Das mittelalterliche Grabbild, Berlín, New York 1976
- Der Isenheimer Altar, Robert Langewwiesche, Königstein im Taunus 1951, 1962, 1967, 1975
- Das Brandenburger Tor, Berlín 1968
- Studien zur Kunstgeschichte, Berlín 1967
- Gemälde Rembrandt van Rijn, Berlín 1966
- Deutsche Kultur am Kap, Kapstadt 1964
- Die Nachtwache, Stuttgart 1957, 1963
- Der frühe Rembrandt und seine Zeit, Berlín 1960
- Giotto di Bondone, Berlín 1959
- Deutsche Lande - Deutsche Kunst: Freiburg im Breisgau, 1953
- Abendländische Kunst, Düsseldorf 1952
- Frans Hals, Kolín nad Rýnem 1943
- Strassburg, Berlin 1941
- Martin Schongauer und die deutschen Kupferstecher des fünfzehnten Jahrhunderts, Freiburg i. Br. 1941
- Das Eiserne Kreuz 1813/1939, Berlín 1941
- Der Magdalenen-Altar des Lucas Moser zu Tiefenbronn, Bremen 1940
- Über die Herkunft der Goti], Freiburg i. Br. 1939
- Freiburg im Breisgau, Freiburg i.Br. 1937
- Die Kunst des jungen Rembrandt, Heidelberg 1933
- Jakob Adriaensz Backer, Berlín 1925